# Edric Cundell
Edric Cundell OBE (* 29. Januar 1893 in London; † 19. März 1961 in Ashwell, Hertfordshire) war ein englischer Komponist, Hornist, Pianist, Dirigent und Musikpädagoge.
Cundell studierte Englischhorn am Trinity College of Music und unterrichtete dort ab 1914. Er war als Hornist und Pianist aktiv und dirigierte verschiedene Amateur- und Studentenensemble. 1935 gründete er das Edric Cundell Chamber Orchestra. 1938 wurde er als Nachfolger von Landon Ronald Leiter der Guildhall School of Music. Während seiner bis 1958 dauernden Amtszeit dirigierte er zahlreiche studentische Opernaufführungen. 1948 wurde er als Officer des Order of the British Empire ausgezeichnet.
Zu den Werken Cundells zählen u. a. eine Sinfonie in c-Moll, ein Klavierkonzert, eine Streicherserenade, die sinfonischen Dichtungen The Tragedy of Deirdre und Serbia, drei Orchestersuiten, die Hymn to Providence für gemischtem Chor und Orchester, das Sonett Our Dead für Tenor und Orchester, eine Messe a cappella, ein Sextett für Sopran, Tenor, Bass, Violine, Viola und Cello, ein Klavier- und drei Streichquartette, eine Rhapsodie für Viola oder Cello und Klavier, zwei Stücke für Bläserquartett, Klavierstücke und Lieder.